# Primas
Primas (lat. primas od primus; prvi, prvak) je počasni naslov pojedinih visokih crkvenih dostojanstvenika u Katoličkoj Crkvi. Naslov se prvi put javlja u 4. stoljeću u Africi. U prošlosti, taj je naslov držao biskup koji je imao jurisdikciju nad jednom ili više crkvenih pokrajina. U srednjem vijeku, a u nekim zemljama i u novom vijeku, primas je bio prvi od biskupa neke države i kao takav je nadzirao ostale metropolije i nadbiskupije (npr. nadbiskup Toleda bio je primas Španjolske, a papa primas Italije).

## Primas u Hrvatskoj
Naslov primas Croatiae et Dalmatiae ili primas Dalmatiae et totiusque Croatia nosio je splitski nadbiskup i metropolit koji je imao crkvenu jurisdikciju nad gotovo čitavom Hrvatskom.
Osnutak zagrebačke biskupije (o. 1094.), podređene Ostrogonskoj (od 1180. Kaločkoj) metropoliji, bio je veliki udarac za Splitsku metropliju, ali i za crkveno jedinstvo Hrvatske. Sljedeća stoljeća donose daljnji pad teritorijalne i materijalne osnove Splitske metropolije, što je naročito izraženo nakon 1409. (gubitak veze sa zaleđem) i prodorom Turaka koji su suzili realni teritorijalni obuhvat metropolije i sveli je u lokalni razmjer važnosti. Unatoč tome, splitski se nadbiskupi i dalje kite prestižnim naslovom "primas Croatiae et Dalmatiae".
Pad Mletačke Republike 1797. godine i inkorporacija Dalmacije u sastav Austrije nisu Splitskoj nadbiskupiji donijeli oživotvorenja praznog naslova, već je štoviše, papinskom bulom Locum Beati Petri 1828. godine, a na zahtjev Habsburgovaca, nadbiskupija snižena na rang biskupije i podložena Zadarskoj nadbiskupiji.
Novi važan trenutak dogodio se 1852. kada se Zagrebačka biskupija na poticaj bana Jelačića, odvojila od Kaločke nadbiskupije i bila uzvišena na rang nadbiskupije i metropolije okupljajući pod sobom Crkvu u Hrvata i postajući njen centar i ishodište kulturnog i političkog djelovanja.
Ponovnim promaknućem splitske biskupije na rang nadbiskupije i metropolije 1969. godine (papa Pavao VI.) nije otvoreno pitanje vraćanja naslova primasa.

## Vanjske poveznice
- Primas Hrvatska enciklopedija
- Primas Proleksis enciklopedija
- Primate - catholicencyclopedia.newadvent.com (engl.)
- Primate Britannica (engl.)